# Limnoria indica
Limnoria indica là một loài chân đều trong họ Limnoriidae. Loài này được Becker & Kampf miêu tả khoa học năm 1958.